# لیگ دسته اول فوتبال ایسلند
لیگ دسته اول فوتبال ایسلند (انگلیسی: 1. deild karla) دومین لیگ معتبر فوتبال در کشور ایسلند است که در سال ۱۹۵۵ بنیان‌گذاری شده و زیر نظر اتحادیه فوتبال ایسلند برگزار می‌شود.